# (38540) Stevens
(38540) Stevens est un astéroïde de la ceinture principale.

## Description
(38540) Stevens est un astéroïde de la ceinture principale. Il fut découvert le 5 novembre 1999 à Las Cruces par David S. Dixon. Il présente une orbite caractérisée par un demi-grand axe de 2,98 UA, une excentricité de 0,10 et une inclinaison de 11,2° par rapport à l'écliptique.

## Compléments